# Armee-Abteilung Fretter-Pico
De Armee-Abteilung Fretter-Pico was een Duitse Armee-Abteilung van de Wehrmacht tijdens de Tweede Wereldoorlog genoemd naar haar bevelhebber, Generaal der Artillerie Maximilian Fretter-Pico. De eenheid werd tijdelijk in het leven geroepen om een bres in de frontlijn te dichten tijdens de winter 1942/43.

## Krijgsgeschiedenis

### Oprichting
De Armee-Abteilung Fretter-Pico werd gevormd op 23 december 1942 uit de staf van het 30e Legerkorps bij Heeresgruppe B.

### Inzet

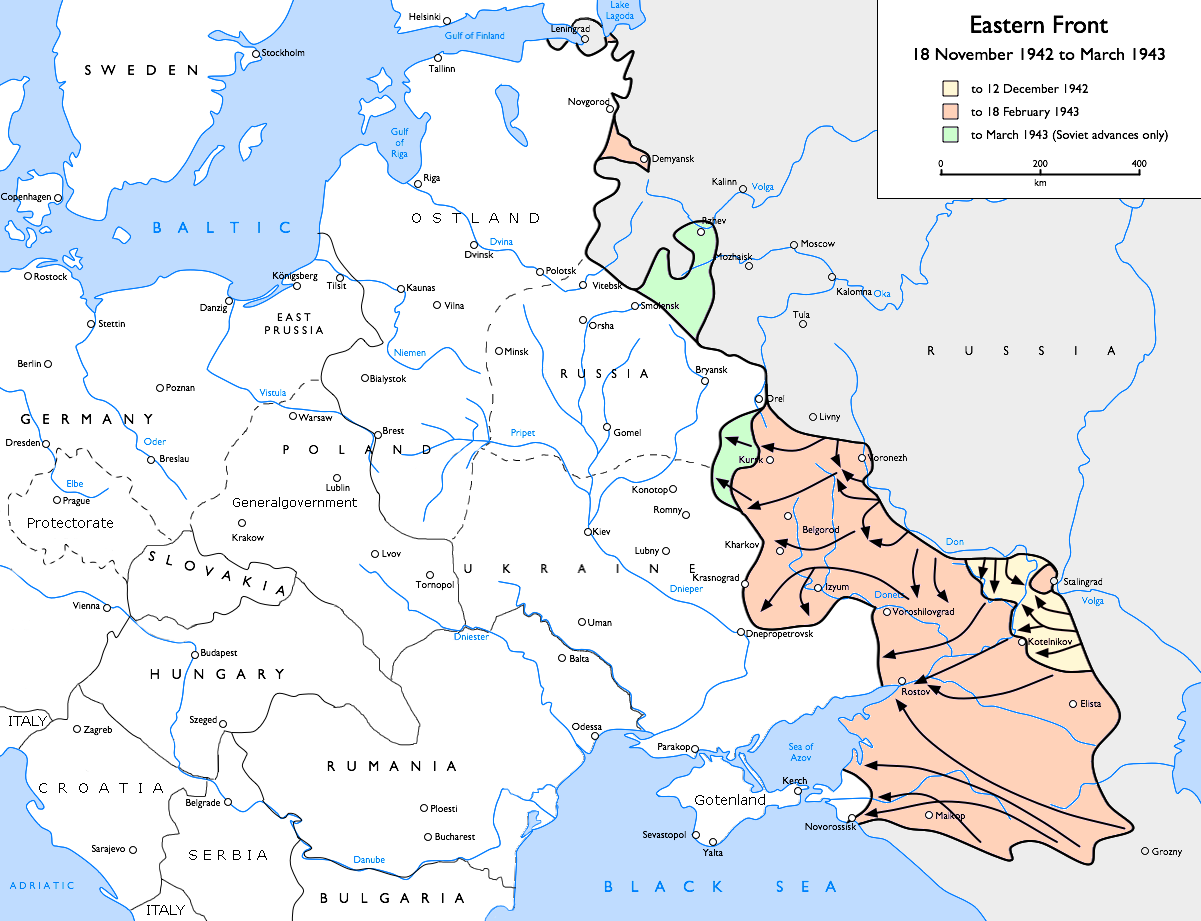
De opmars van het Rode Leger in de winter van 1943

In december 1942 werd het front in Zuid-Rusland volledig opengegooid door de Sovjets. Na de doorbraak aan de middelste sector van de rivier de Don en de vernietiging van het 8e Italiaanse Leger, was er een groot gat ontstaan tussen de Heeresgruppe B en Heeresgruppe Don. De nieuw gevormde Armee-Abteilung werd nu ingezet in dit gat, met aan de linkerzijde de resten van het 8e Italiaanse Leger en aan de rechterzijde de Armee-Abteilung Hollidt.
Begin januari 1943 begon de Duitse terugtrekking via Millerovo tot achter de Donets bij Vorosjilovgrad. Medio januari waren de 3e Bergdivisie en verschillende ad-hoc-eenheden, waaronder Italiaanse arbeidersbataljons, onder bevel genomen in het Millerovo-gebied. Op 21 januari volgden achterhoedegevechten tegen Sovjet troepen op weg naar de Donets. Vanuit Frankrijk arriveerde de 304e Infanteriedivisie. Deze was voorheen gebruikt in kustverdediging en had geen ervaring aan het Oostfront. Deze divisie werd uitgeladen in Vorosjilovgrad. De Italiaanse divisie "Ravenna", die daar de dekking van de Donets uitvoerde, moest de 304e Infanteriedivisie ondersteunen. Op de linkervleugel beveiligde de nieuw aangevoerde 335e Infanteriedivisie de Donets linie ten noorden van Pervomajsk. Vanaf 23 januari kwam de Armee-Abteilung onder bevel van Heeresgruppe Don, waar veldmaarschalk Erich von Manstein leiding aan gaf.
Op 29 januari, als onderdeel van de “Vorosjilovgrad Operatie”, begon het grote offensief van het Sovjet 1e en 3e Gardeleger richting Kamensk-Sjachtinsky, met twee Infanteriekorpsen en vier Tankkorpsen. Een doorbraak bij de 304e Infanteriedivisie zorgde ervoor dat de Donets-linie instortte en Sovjettroepen konden het Donets-bruggenhoofd in Vorosjilovgrad uitbreiden.

### Einde
De Armee-Abteilung Fretter-Pico werd ontbonden op 3 februari 1943, nadat het onder bevel van het 1e Pantserleger gekomen was. Dit was één dag na de overgave in Stalingrad. De eenheden onder bevel van de Armee-Abteilung werden opgenomen in het weer heropgerichte 30e Legerkorps, dat weer onder bevel kwam van het 1e Pantserleger.

## Bovenliggende bevelslagen
| Legergroep       | Plaats/regio | Begin            | Eind            |
| ---------------- | ------------ | ---------------- | --------------- |
| Heeresgruppe B   | Zuid-Rusland | 23 december 1942 | 23 januari 1943 |
| Heeresgruppe Don | Zuid-Rusland | 23 januari 1943  | 3 februari 1943 |

## Commandant
| Rang                   | Naam                    | Begin            | Eind            |
| ---------------------- | ----------------------- | ---------------- | --------------- |
| General der Artillerie | Maximilian Fretter-Pico | 23 december 1942 | 3 februari 1943 |